# Sanmicheli Wolkenstein

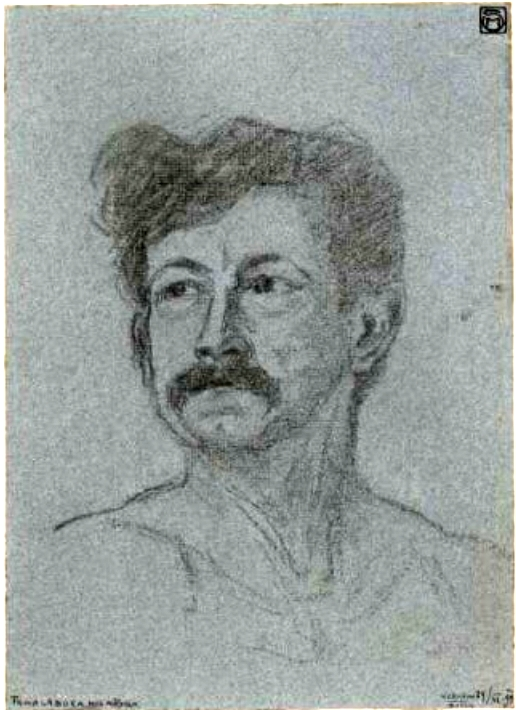
Selbstporträt, 1899.
Aus dem Bestand des Architekturmuseums der TU Berlin.

Sanmicheli Wolkenstein (auch San Micheli Wolkenstein; * 1. Januar 1873 in Piatra; † 3. März 1910 in Groß-Lichterfelde) war ein aus Rumänien stammender in Deutschland tätiger Architekt.

## Leben
San Micheli Wolkenstein durchlief nach der Schule eine Ausbildung zum Architekten. Danach war er zeitweilig Mitarbeiter von Oskar Kaufmann in Berlin.

„Niemand riskierte vor 1914 mehr an Maßstabssprüngen und unvermittelten Konfrontationen stereometrischer Formen.“

## Bauten und Entwürfe (Auswahl)
- 1902: Wohnhäuser an der Cuno-Fischer-Straße in Heidelberg
- Artushof in Heidelberg
- 1906: Wohn- und Geschäftshaus in Heidelberg
- 1907–1908: Hebbel-Theater in Berlin, Stresemannstraße (als Mitarbeiter von Oskar Kaufmann)
- 1908: Gastronomiegebäude Kerkau-Palast in Berlin
- 1909: Landhaus Lange in Berlin-Lankwitz, Mozartstraße 24 für den Zivilingenieur P. Lange[3]
- 1909: Landhaus Der Rosenhof in Berlin-Lankwitz, Lessingstraße 11 für den Generalvertreter K. W. Schneider[4][5]
- 1909: Wohn- und Geschäftshaus Bank in Berlin-Südende
- 1909: Entwurf für ein Geschäftshaus in Berlin-Mitte, Jägerstraße[6]
- 1909: Entwurf zu einem Kaufhaus[5]